# Kamal Kohil
Kamal Kohil (auch Kamel Kohil, * 25. Dezember 1971 in Lakhdaria, Provinz Bouira) ist ein algerischer Langstreckenläufer.
1998 stellte er mit 57:56 min einen Landesrekord im 20-km-Straßenlauf und 2000 mit 27:59,64 min einen Landesrekord im 10.000-Meter-Lauf auf. Im gleichen Jahr holte er über dieselbe Distanz Bronze bei den Leichtathletik-Afrikameisterschaften und ein Jahr später Silber bei den Mittelmeerspielen.
Beim Marathon der Olympischen Spiele 2000 in Sydney belegte er den 23. Platz. 2004 stellte er als Zwölfter des Rotterdam-Marathons in 2:13:40 seine persönliche Bestzeit über diese Distanz auf.
2006 gewann er die Premiere des Europe-Marathons in Luxembourg.